# Нови Габреш
Нови Габреш (грч. Νέος Οικισμός) је насељено место у општини Костур у периферији Западна Македонија, Грчка. Према попису из 2021. године било је 302 становника.
Око два километра источно од Габреша, шездесетих година 20. века грчке власти су почеле изградњу новог насеља са намером да се ту смести словенско становништво које није избегло после грађанског рата из суседних села Габреш, Дреновени, Чрновишта и Поздивишта. Подигнуто насеље је првих деценија било пусто јер словенско становништво није желело да напусти своја стара огњишта.